# Wolfgang Danne
Wolfgang Danne (* 9. Dezember 1941 in Hildesheim; † 16. Juni 2019 in Garmisch-Partenkirchen) war ein deutscher Eiskunstläufer, der im Paarlauf startete.
Danne repräsentierte den SC Riessersee. Er begann seine Paarlaufkarriere an der Seite von Sigrid Riechmann. 1963 und 1964 wurden sie Dritte bei den deutschen Meisterschaften. Ihre besten internationalen Platzierungen waren der sechste Platz bei der Europameisterschaft 1964 und der neunte Platz bei der Weltmeisterschaft 1964. Danach wechselte Danne seine Eiskunstlaufpartnerin und trat von nun an mit Margot Glockshuber an. Mit ihr wurde er 1967 und 1968 deutscher Paarlaufmeister. Im Zeitraum von 1965 bis 1968 bestritten Glockshuber und Danne Welt- und Europameisterschaften. Bei Europameisterschaften gewannen sie 1966 die Bronzemedaille und 1967 die Silbermedaille. Ihre einzige Weltmeisterschaftsmedaille gewannen sie 1967 in Wien, dort wurden sie Vizeweltmeister hinter Ljudmila Beloussowa und Oleg Protopopow aus der Sowjetunion. Bei den Olympischen Spielen 1968 in Grenoble errang das Paar Bronze. Nach dem Ende ihrer Amateurkarriere traten Glockshuber und Danne bis 1972 bei der Eisrevue Ice Capades auf.
Für seine sportlichen Leistungen wurde er am 11. Dezember 1965 mit dem Silbernen Lorbeerblatt ausgezeichnet.
Ab 1982 arbeitete Wolfgang Danne als Trainer, zunächst in Frankfurt am Main, später in Garmisch-Partenkirchen. Er war der erste Sportler, der von der Deutschen Sporthilfe gefördert wurde.

## Ergebnisse Paarlauf
(bis 1964 mit Sigrid Riechmann, ab 1965 mit Margot Glockshuber)
| Wettbewerb / Jahr        | 1963 | 1964 | 1965 | 1966 | 1967 | 1968 |
| ------------------------ | ---- | ---- | ---- | ---- | ---- | ---- |
| Olympische Winterspiele  |      |      |      |      |      | 3.   |
| Weltmeisterschaften      |      | 9.   | 11.  | 4.   | 2.   | Z    |
| Europameisterschaften    | 11.  | 6.   | 7.   | 3.   | 2.   | 4.   |
| Deutsche Meisterschaften | 3.   | 3.   | 2.   | 3.   | 1.   | 1.   |

- Z = Zurückgezogen